# 関西学院大学の人物一覧
関西学院大学の人物一覧（かんせいがくいんだいがくのじんぶついちらん）は、関西学院大学に関係する人物の一覧記事。
（関西学院中学部・高等部の出身者も、参照）

## 歴代学長
歴代学長は以下のとおり。
旧制大学
| 代 | 氏名                 | 在任期間                        | 出身大学               | 専門分野 | 備考                                                             |
| -- | -------------------- | ------------------------------- | ---------------------- | -------- | ---------------------------------------------------------------- |
| 1  | C.J.L.ベーツ         | 1932年04月01日 - 1940年09月11日 | クィーンズ大学         | 神学     |                                                                  |
| 2  | 神崎驥一             | 1940年09月11日 - 1946年01月19日 | 関西学院普通学部       |          |                                                                  |
| -  | 古武弥四郎           | 1946年02月14日 - 1947年03月31日 | 大阪府立医学校         | 生化学   | 神崎驥一が兼務していた学長の後任が正式に決定するまで学長事務取扱 |
| 3  | H.W.アウターブリッヂ | 1947年04月01日 - 1948年03月31日 | マウント・アリソン大学 | 神学     |                                                                  |

新制大学
| 代 | 氏名                 | 在任期間                        | 出身大学                                  | 専門分野                                           | 備考                               |
| -- | -------------------- | ------------------------------- | ----------------------------------------- | -------------------------------------------------- | ---------------------------------- |
| 3  | H.W.アウターブリッヂ | 1948年04月01日 - 1951年03月31日 | マウント・アリソン大学                    | 神学                                               |                                    |
| 4  | 大石兵太郎           | 1951年04月01日 - 1954年11月30日 | 関西学院専門部文学部 東北帝国大学法文学部 | 政治学、政治思想史                                 |                                    |
| -  | 堀経夫               | 1954年10月01日 - 1955年01月26日 | 京都帝国大学                              | 経済原論、経済学史                                 | 学長事務取扱                       |
| 5  | 堀経夫               | 1955年01月27日 - 1966年03月31日 | 京都帝国大学                              | 経済原論、経済学史                                 |                                    |
| 6  | 古武弥正             | 1966年04月01日 - 1969年03月18日 | 関西学院大学法文学部                      | 心理学                                             |                                    |
| -  | 小寺武四郎           | 1969年03月19日 - 1970年01月07日 | 関西学院大学商経学部                      | 金融論                                             | 大学紛争当時の学長代行             |
| 7  | 小寺武四郎           | 1970年01月08日 - 1974年03月31日 | 関西学院大学商経学部                      | 金融論                                             |                                    |
| -  | 西治辰雄             | 1974年04月01日 - 1974年06月21日 | 広島文理科大学                            | 数学、数理統計学                                   | 小寺武四郎の辞任に伴う学長事務取扱 |
| 8  | 西治辰雄             | 1974年06月22日 - 1975年02月14日 | 広島文理科大学                            | 数学、数理統計学                                   |                                    |
| -  | 勝本卓美             | 1975年02月15日 - 1975年04月30日 | 広島文理科大学                            | 有機化学                                           | 西治辰雄の辞任に伴う学長事務取扱   |
| 9  | 久保芳和             | 1975年05月01日 - 1978年03月31日 | 大阪商科大学                              | 経済学史                                           |                                    |
| 10 | 小寺武四郎           | 1978年04月01日 - 1981年03月31日 | 関西学院大学商経学部                      | 金融論                                             | 再任                               |
| 11 | 城崎進               | 1981年04月01日 - 1985年09月12日 | 関西学院大学商経学部、同文学部            | 旧約聖書学                                         |                                    |
| -  | 武田建               | 1985年09月13日 - 1985年11月25日 | 関西学院大学文学部                        | 心理学                                             | 城崎進の辞任に伴う学長事務取扱     |
| 12 | 武田建               | 1985年11月26日 - 1989年03月31日 | 関西学院大学文学部                        | 心理学                                             |                                    |
| 13 | 柘植一雄             | 1989年04月01日 - 1994年03月31日 | 関西学院大学文学部                        | 古代ギリシャ史、ヘレニズム史                       |                                    |
| 14 | 柚木学               | 1994年04月01日 - 1997年03月31日 | 関西学院大学経済学部                      | 日本海運史                                         |                                    |
| 15 | 今田寛               | 1997年04月01日 - 2002年03月31日 | 関西学院大学文学部                        | 心理学                                             |                                    |
| 16 | 平松一夫             | 2002年04月01日 - 2008年03月31日 | 関西学院大学商学部                        | 財務会計、国際会計                                 |                                    |
| 17 | 杉原左右一           | 2008年04月01日 - 2011年03月31日 | 関西学院大学理学部                        | 経営統計                                           |                                    |
| 18 | 井上琢智             | 2011年04月01日 - 2014年03月31日 | 関西学院大学経済学部                      | イギリス経済思想史、日本経済思想史                 | [ 3 ]                              |
| 19 | 村田治               | 2014年04月01日 - 2023年03月31日 | 関西学院大学経済学部                      | マクロ経済学、景気循環論                           | [ 4 ]                              |
| 20 | 森康俊               | 2023年04月01日 - 現職           | 大阪市立大学法学部                        | マス・コミュニケーション論、情報社会論、危機管理論 | [ 5 ]                              |

《表の注記》
1. ↑  5月まで不在の間は、第6代院長の今田恵が学長代理を務めた。
2. ↑  この期間のうち、大学紛争激化の末、古武弥正の入院に伴い、1969年1月27日から1969年3月2日までの間は、第9代院長の小宮孝が学長代理を兼任し、その後、小宮の学長代理辞任に伴い、1969年3月4日から1969年3月18日までの間は商学部長の笹森四郎が学長代理事務取扱を兼務した[2]。
3. ↑  学長代理の権限が委任された範囲であるのに比べて、学長代行は次期学長が選任されるまでの間、学長の職務を執行するとされた。

## 教職員

### 学長直属
- 新井節男 - 体育学。元学長直属教授・名誉教授。
- 神余隆博 - 副学長。 学長直属教授。外交官。
- 野田正彰 - 学長直属教授。 精神科医・平和学(継続中)や災害救援学(-2008年度)等を、担当。

### 神学部
- H.W.アウターブリッジ - 文学部、神学部教授。神学部長、学長（1947年〜1951年）、院長（1954年から1956年6月）。
- S.H.ウェンライト - 宣教師。パルモア学院院長。
- 鵜崎庚午郎 - 牧師。元教授。日本メソヂスト教会第3代監督。
- 城崎進 - 神学者。元教授・名誉教授。関西学院大学学長（1981年 - 1985年）。神戸女学院院長（1990年 - ）、同理事長（1991年 - ）。
- 土井健司 - 関西学院大学神学部教授
- 船本弘毅 - 関西学院大学名誉教授。東京女子大学学長、東洋英和女学院大学院長を歴任。
- 松村克己 - 神学者。元教授・名誉教授。
- 水野隆一 - 聖書学者、賛美歌学者、牧師。神学部教授。

### 文学部
- 磯博 - 美術史学者。元教授、名誉教授。
- 今田寛 - 文学部教授。関西学院大学学長（1997年4月から2002年3月まで）。
- 大井浩二 - アメリカ文学者。元教授。
- 大島襄二 - 文化地理学者。元教授。
- 小野清之 - 英米文学者。元文学部教授。
- 影山太郎 - 言語学者。元教授・名誉教授。国立国語研究所所長。
- 亀田隆之 - 日本史学者。元教授・名誉教授。
- 河上丈太郎 - 元政治家。元衆議院議員。元文学部教授。
- 北村昌幸 - 国文学者。文学部教授。
- 久山康 - 宗教学者。元文学部教授。理事長・院長（1974年〜1989年）。
- 古武弥正 - 文学部教授。関西学院大学学長（1966年から1969年）。
- 笹山隆 - 英文学者。元教授。名誉教授。
- 実方清 - 国文学者。元文学部教授。関西学院・元理事。
- 志賀勝 - アメリカ文学者。元教授。
- 高木和子 - 国文学者。文学部教授。
- 高安国世 - 歌人。ドイツ文学者。リルケ研究者。元教授。
- 柘植一雄 - 文学部教授。文学部長・元学長。
- 永島福太郎 - 日本史学者。元教授・名誉教授。
- 畑道也 - 西洋音楽史。文学部教授。関西学院院長（14代、2004年4月から2007年3月まで）。
- 源豊宗 - 日本美術史家。仏教美術史。元教授。1983年朝日賞受賞。
- 武藤一雄 - 文学部教授。

### 商学部
※商経学部教授も含む。
- 青木倫太郎 - 会計学者。元教授。
- 井上達男 - 関西学院大学商学部教授、商学部長。
- 海道ノブチカ - 関西学院大学商学部教授。元日本経営学会理事長。
- 梶浦昭友 - 関西学院大学商学部教授。
- 神崎驥一 - 商経学部教授、関西学院大学第4代学長、第5代院長（1940年〜1950年）。
- 小泉貞三 - 経済学者、経営学者。元商学部教授、元商学部長。
- 小島男佐夫 - 関西学院大学商学部教授
- 阪智香 -  関西学院大学商学部教授。
- 新庄博 - 経済学者。金融論、国際金融論。元教授。
- 杉原左右一 - 確率論、統計数理的分析、コンピュータサイエンス。関西学院大学学長（2008年4月から2011年3月）。
- 千野帽子 - 文芸評論家。エッセイスト。俳人。商学部教授。
- 林隆敏 - 関西学院大学商学部教授
- 平松一夫 - 関西学院大学商学部教授。関西学院大学学長（2002年4月から2008年3月まで）。
- 西治辰雄 - 統計学者、数学者。商学博士。関西学院大学名誉教授・第九代関西学院大学学長（1974年から1975年）, 元関西学院大学商学部長。
- 深山明 - 関西学院大学商学部教授。
- 渡辺泉 - 大阪経済大学名誉教授。元大阪経済大学学長。

### 経済学部
- 井上琢智 - 関西学院大学経済学部教授。関西学院大学学長（2011年から2014年）。
- 久保芳和 - 経済学部教授。関西学院大学学長（1975年から1978年まで）。
- 小寺武四郎 - 経済学部教授。関西学院大学学長代行（1969年から1970年）。関西学院大学学長（1970年から1974年、1978年から1981年 ）。
- 小宮孝 -経済学部教授。関西学院大学院長（1958年から1969年）。
- 田中金司 - 経済学者。
- 丹羽春喜 - 経済学者。関西学院大学・元教授。筑波大学・元教授。京都産業大学・元教授。
- 堀経夫 - 経済学者。経済学部教授。関西学院大学学長（1955年 - 1966年）。
- 村田治 - 関西学院大学経済学部教授。関西学院大学学長（2014年から）
- 柚木学 - 経済学部教授。関西学院大学学長（1994年4月から1997年3月まで）。学士院賞受賞。
- 上村敏之 - 経済学者。経済学部教授。

### 法学部
- 石田眞得 - 法学部教授
- 北山俊哉 - 行政学者。法学部教授。
- 草野元己 - 法学者。法学部教授。
- 栗林輝夫 - 神学者。法学部教授（宗教主事）。
- 関谷一彦 - 文学者。法学部・言語コミュニケーション文化研究科教授。
- 田中通裕 - 法学部教授
- 冨田宏治 - 政治学者。
- 豊下楢彦 - 政治学者。法学部教授。
- 山田真裕 - 政治学者。法学部教授。
- 上田徹一郎 - 法学者。元教授・名誉教授。
- 前野育三 - 法学者。元教授・名誉教授。
- 林紀昭 - 法学者。元教授・名誉教授。
- 山下末人 - 法学者。元教授・名誉教授。

### 社会学部
- 阿部潔  - 社会学研究科教授
- 大谷信介 - 社会学部教授
- 大村英昭 - 社会学者。元教授。
- 尾川正二 - 国文学者。元教授。
- 奥野卓司 - 人類学者。社会学部教授。
- 奥村隆 - 社会学者。社会学部教授。
- 倉田和四生 - 社会学者、文学博士。社会学部教授・学部長（1976年～1997年）本学定年後、吉備国際大学社会学部 教授・学部長・副学長。順正短期大学第8代学長（2004年 - 2006年）
- 鈴木謙介 - 社会学部准教授
- 新明正道 - 社会学者。元教授。
- 武田建 - 関西福祉大学教授。関西学院大学名誉教授 アメフト指導の第一人者。関西学院大学学長（1985年 - 1989年）、理事長（1992年 - 2001年）。
- 津金沢聡広 - 社会学者。元教授。名誉教授。
- 対馬路人 - 社会学者。
- 鳥越皓之 - 社会学者、民俗学者。元社会学部教授。
- 難波功士 - 社会学者。広告論、メディア史。社会学部教授
- 宮田満雄 - アメリカ文学。関西学院院長（1989年4月から1998年3月まで）
- 安田三郎 -  社会学者、社会学部教授。
- 山路勝彦 - 文化人類学者。社会学部教授。
- 盛山和夫 - 社会学者。社会学部教授。

### 理学部
（1961年4月から2001年3月, 2021年4月から現在)
- 仁田勇 - 物理化学者。大阪大学名誉教授。元理学部教授。初代理学部長。
- 永宮健夫 - 理論物理学者。元理学部教授・大阪大学名誉教授、磁性理論
- 今村勤 - 理論物理学者。元理学部教授。
- 関集三 - 化学者。元理学部教授
- 玉井尚登  - 理学部教授。レーザー分光。
- 中村幸四郎 - 数学者。元理学部教授、大阪大学名誉教授。
- 堀健夫 - 物性物理。元理学部教授
- 山田晴河 - 元理学部教授。第2回猿橋賞受賞。

### 工学部
（2021年4月から現在)
- 若林克法 - 理論物理学者。理工学部教授。工学部教授。
- 大崎博之 - 計算機科学者。
- 金子忠昭 - 材料工学者。

### 建築学部
- 清水陽子 - 建築教育者。

### 理工学部
（2002年4月から2021年3月)
- 尾崎幸洋  - 理工学部教授。物理化学。
- 勝村成雄 - 化学者。元理工学部教授。有機化学。
- 小西岳 - 物理学者。エスペランティスト。元理工学部教授。
- 寺内暉 - 物性物理学。元理工学部教授
- 西関隆夫 - 理工学部教授。アルゴリズム論。
- 早藤貴範 - 計算科学。関西学院大学教授
- 山崎洋 - 生命科学。元理工学部教授
- 山田英俊 - 理工学部教授。有機化学。
- 水木純一郎 - 理工学部教授。物性物理学。
- 宮西正宜 - 数学者。元大阪大学教授。元理工学部教授。
- 巌佐庸 - 数理生物学者。元理工学部教授。
- 岸野文郎 - 情報工学者。元理工学部教授。
- 茨木俊秀 - 計算機科学者。

### 総合政策学部
- 天野明弘 - 経済学者。総合政策学部・元教授。兵庫県立大学・元副学長。神戸大学・元教授。
- 藤田太寅 - 総合政策研究科教授、 元NHK記者・解説委員

### 国際学部
- 櫻田大造 - 政治学者。国際関係論、カナダ外交。国際学部教授。

### 教育学部
- 湊秋作 - 関西学院大学教育学部教授

### 人間福祉学部
- 佐藤博信 - 体育学者。准教授。
- 神野直彦 - 経済学者。元教授。

### 経営戦略研究科
- 石原俊彦 - 関西学院大学大学院経営戦略研究科教授。
- 伊藤達也 - 政治家。衆議院議員。経営戦略研究科教授。
- 岡本智英子 - 法学者。経営戦略研究科教授。
- 小美野広行 - 公認会計士。経営戦略研究科教授。元エスエス製薬代表取締役、元日本ベーリンガーインゲルハイム代表取締役。
- 宮本又郎 - 歴史学者。経営戦略研究科教授。
- 佐竹隆幸 - 経営学者。経営戦略研究科教授、同研究科長。兵庫県立大学名誉教授。兵庫県参与。
- 山地範明 - 会計学者。経営戦略研究科教授。

### 司法研究科
- 荒川雅行 - 法学者。刑事法（刑法、刑事政策）。司法研究科教授
- 荏原明則 - 法学者。行政法、環境法。
- 川崎英明 - 司法研究科教授
- 曽和俊文 - 司法研究科教授
- 田上富信 - 元司法研究科教授・関西学院大学名誉教授
- 田中成明 - 元司法研究科教授・京都大学名誉教授
- 豊川義明 - 司法研究科教授・弁護士
- 松井宏興 - 司法研究科教授
- 安井宏 - 司法研究科教授

### 総合政策研究科
- 村尾信尚 - 総合政策研究科教授、 NNN系「NEWS ZERO」メインキャスター・関学9条の会呼びかけ人の1人

### 未分類・要確認
- 森一郎 - 英語教師、俳人。『試験にでる英単語』の著者。元教授。

## 出身者

### 政治

#### 現職国会議員
- 浦野靖人 - 衆議院議員（日本維新の会、大阪15区）
- 大塚小百合 - 衆議院議員（立憲民主党、神奈川20区）
- 末松信介 - 参議院議員（自民、兵庫県選挙区）、元文部科学大臣
- 関芳弘 - 衆議院議員（自民、兵庫3区）、元経済産業副大臣、元環境副大臣
- 市來伴子 - 衆議院議員（立憲民主党）
- 岡田悟 - 衆議院議員（立憲民主党）

#### 元職国会議員
- 丹羽兵助 - 元国務大臣（国土庁長官、総理府総務長官、労働大臣）、元衆議院議員（自民など、旧愛知2区）
- 永井柳太郎 - 元国務大臣（拓務大臣、逓信大臣、鉄道大臣）、元帝国議会・衆議院議員（憲政会、立憲民政党など、初当選した1920年当時の石川1区）
- 永江一夫 - 元農林大臣、元民社党副委員長、元衆議院議員（民社党、右派社会党など、旧兵庫1区）
- 聴濤克巳 - 元衆議院議員（日本共産党、旧東京6区）
- 大松博文 - 元参議院議員（自民、全国区）、1964年東京オリンピック女子バレーボール日本代表監督
- 大森久司 - 元参議院議員（自民、奈良地方区）、元奈良県議会議長
- 田辺広雄 - 元衆議院議員（自民、旧愛知1区）、元名古屋市会議長
- 藤木洋子 - 元衆議院議員（共産、比例近畿ブロック 兵庫8区重複）
- 永江一仁 - 元衆議院議員（民社党、旧兵庫1区）
- 濱村進 - 元衆議院議員（公明党、比例近畿ブロック）、元農林水産大臣政務官
- 矢野隆司 - 元衆議院議員（自民、比例近畿ブロック）
- 浜本宏 - 元衆議院議員（民主党、比例近畿ブロック）、元芦屋大学教授
- 小原舞 - 元衆議院議員（民主党、比例近畿ブロック 京都5区重複）、松下政経塾、現在京都府議会議員
- 畠中光成 - 元衆議院議員（希望の党、比例近畿ブロック 兵庫7区重複）
- 山本利寿 - 元衆議院議員、元参議院議員（自民など、島根地方区）、元裁判官弾劾裁判所裁判長

#### 知事
- 小池百合子 - 東京都知事、元国務大臣（防衛大臣、環境大臣）、元衆議院議員（自民、日本新党など、旧兵庫2区、兵庫6区、東京10区）、元参議院議員（日本新党、比例）中退

#### 市町村長
- 横山英幸 - 大阪府大阪市長
- 横山忠始 - 元香川県三豊市長
- 東川裕 - 元奈良県御所市長
- 前川光 - 京都府大山崎町長
- 長内繁樹 - 大阪府豊中市長
- 東坂浩一 - 元大阪府大東市長
- 永野耕平 - 大阪府岸和田市長、元大阪府議会議員（大阪維新の会）
- 南出賢一 - 大阪府泉大津市長
- 竹内英昭 - 元兵庫県三田市長
- 豆田正明 - 元兵庫県赤穂市長
- 山田知 - 元兵庫県西宮市長
- 渡部完 - 元兵庫県宝塚市長

#### 政治運動家
- 谷本清 - 広島流川教会(日本基督教団)元牧師、平和活動家、広島での谷本清賞のモデル、広島にて被爆。
- 東郷健 - 雑民党代表、同性愛者解放運動家

### 行政、司法
- 石川雅恵 - 国際連合女性機関日本事務所長、元国際連合人口基金資金調達官
- 松原昭 - 元駐マリ大使、元外務省研修所指導官
- 横山文博 - 元防衛省装備施設本部本部長、元防衛医科大学校副校長
- 正木靖子 - 弁護士、日本弁護士連合会副会長、元近畿弁護士会連合会理事長、関西学院大学教授
- 小島幸保 - 弁護士、関西学院大学准教授、元吉備国際大学准教授
- 柏原敬子 - 航空自衛隊空将補

### 経済
- 後藤禎一 - 富士フイルム代表取締役社長
- 中田有 - キーエンス代表取締役社長
- 朝山貴生 - テックビューロ創業者代表取締役、NEM財団理事
- 安達貞至 - クリムゾンフットボールクラブ（ヴィッセル神戸）元代表取締役社長
- 有地邦彦 - ダイワボウ代表取締役社長
- 井関博文 - OKK代表取締社長、りそな銀行取締役、山善取締役
- 市川晃 - 住友林業代表取締役社長、経済同友会副代表幹事、地方制度調査会会長
- 尾上広和 - グローリー代表取締役社長
- 大山俊輔 - byZOO代表取締役社長
- 大塚一郎 - 大塚ホールディングス代表取締役会長、大塚グループ創業者大塚武三郎の曾孫
- 大橋太朗 - 阪急電鉄元代表取締役社長
- 岡本泰彦 - ライク創業者代表取締役社長
- 音部大輔 - クー・マーケティング・カンパニー代表取締役、マーケター、著作家
- 加藤誠之 - トヨタ自動車販売 (現トヨタ自動車）取締役社長、取締役会長、トヨタ自動車相談役、顧問、名古屋商工会議所副会頭
- 亀岡剛 - 昭和シェル石油グループCEO、元石油連盟副会長
- 川上哲也 - パナソニック元代表取締役副社長、元松下経理大学(現パナソニック株式会社経理大学）学長
- 川西啓介 - ワコール代表取締役社長
- 河盛裕三 - 関西ペイント元代表取締役社長、トクヤマ社外取締役
- 菅哲哉 - 関西みらいフィナンシャルグループ代表取締役社長
- 川畑文俊 - 旭化成ホームズ代表取締役社長、プレハブ建築協会副会長
- 桐山輝彦 - 神戸屋元社長
- 黒田雅史 - イチネンホールディングス代表取締役社長
- 工藤稔 - 大同生命代表取締役社長、T&Dホールディングス取締役
- 小林節太郎 - 富士フイルム元代表取締役社長、富士ゼロックス元代表取締役社長
- 黒谷研一 - 川崎汽船元代表取締役社長
- 鴻池忠彦 - 鴻池運輸代表取締役社長
- 佐川泰宏 - 東京アカデミー代表取締役社長、テレコムスタッフ代表取締役社長
- 佐野精一郎 - 三洋電機 （現パナソニック）元代表取締役社長
- 真田哲弥 - KLab創業者・代表取締役会長兼社長
- 注連浩行 - ユニチカ元代表取締役社長、日本紡績協会元会長
- 菅井基裕 - 阪急電鉄元代表取締役社長
- 鈴木篤 - エイチ・ツー・オーリテイリング代表取締役社長
- 高橋広行 - JTB代表取締役社長、日本観光振興協会副会長、日本イベント産業振興協会副会長
- 田尾和俊 - ホットカプセル元代表取締役社長
- 田代正明 - 大京元社長
- 武富正夫 - 第一フロンティア生命代表取締役社長
- 田中卓 - りそな信託銀行元代表取締役社長、東洋テック元代表取締役社長
- 月泉博 - シーズ代表取締役社長、ドン・キホーテ顧問
- 土田善久 - 阪急ブレーブス元球団社長、神戸ポートピアランド元社長
- 辻晴雄 - シャープ元代表取締役社長、野村ホールディングス株式会社相談役、野村證券株式会社取締役、小林製薬株式会社取締役
- 土肥之芳 -日産火災海上保険社長、損害保険ジャパン副社長
- 朝長正男 - 実業家
- 中井加明三 - 野村不動産ホールディングス元代表取締役社長、首都圏不動産公正取引協議会元会長
- 中邨秀雄 - 吉本興業元代表取締役会長
- 中野敏光 - WDBホールディングス創業者・代表取締役社長
- 西江肇司 - ベクトル創業者・代表取締役社長
- 西秀訓 - カゴメ元代表取締役社長
- 原乙彦 - ユニチカ通商 (ユニチカトレーディング) 元社長
- 原清 - 朝日放送元代表取締役社長・会長
- 樋口武男 - 大和ハウス工業代表取締役会長兼最高経営責任者、大和団地元代表取締役社長、大阪商工会議所副会頭
- 深谷龍彦 - ネスレ日本代表取締役社長
- 藤原寛 - 吉本クリエイティブエージェンシー代表取締役社長
- 古田武 - 鐘淵化学工業(現在のカネカ)元社長
- 堀主知ロバート - サイバードホールディングス創業者・元代表取締役社長
- 前田仁 - キリンビバレッジ元代表取締役社長、元全国清涼飲料連合会会長
- 南岡正剛 - レンタルのニッケン元代表取締役社長、元日本建設機械レンタル協会常任理事
- 桝田直 - スターバックスコーヒージャパン元代表取締役最高執行責任者、コクミン元代表取締役社長、スギホールディングス元代表取締役社長
- 松永亀三郎 - 中部電力元代表取締役社長、元中部経済連合会会長、元涼仙ゴルフ倶楽部理事長
- 水野明人 - ミズノ代表取締役社長
- 南昌宏 - りそなホールディングス取締役兼代表執行役社長
- 宮原明 - 富士ゼロックス（現富士フイルムビジネスイノベーション）元代表取締役社長、関西学院理事長（2013年 - ）
- 宮内義彦 - オリックス取締役兼代表執行役会長・グループCEO、日本経済団体連合会評議員会副議長、内閣府規制改革民間開放推進会議議長
- 宮武健次郎 - 大日本住友製薬元代表取締役社長、神戸薬科大学理事長
- 村井勝 - コンパック元代表取締役会長
- 村岡寛 - エースコック代表取締役社長、日本即席食品工業協会理事長
- 村上一平 - 日清製粉グループ本社元代表取締役社長、関西学院 理事長
- 村上英三 - 川崎汽船代表取締役社長、日本船主協会副会長
- 森下洋一 - パナソニック 元代表取締役社長、日本経済団体連合会評議員会議長、関西経済連合会副会長
- 山田基三 - 関西ペイント元代表取締役社長
- 山本晋也 - 朝日放送テレビ代表取締役社長、日本民間放送連盟副会長
- 脇阪聰史 - 朝日放送グループホールディングス代表取締役会長、日本民間放送連盟副会長
- 和田勇 - 積水ハウス元代表取締役会長
- 和田満治 - イズミヤ元代表取締役社長
- 和納勉 - クイック創業者・元代表取締役社長兼グループCEO

### 公益団体
- 能島裕介 - 社会起業家、特定非営利活動法人ブレーンヒューマニティー理事長
- 岩橋武夫 - 社会事業家、元日本盲人会連合会長
- 草地賢一 - 牧師、国際ボランティア学会創設者
- 箱木一郎 - 発明家、巴里万博科学グランプリ賞受賞　元社団法人発明協会本部理事。元財団法人科学技術連盟参与。日本曲面印刷株式会社創立者

### 学者・研究者

#### 神学、宗教学、哲学、文学、言語学、歴史学、芸術学
- 辻学 - 広島大学大学院総合科学研究科教授
- 森哲郎 - 宗教学・哲学、京都産業大学文化学部教授
- 川端有子 - 愛知県立大学外国語学部准教授
- 山田兼士 - 大阪芸術大学教授、文芸評論家
- 島田康寛 - 美学、立命館大学文学部教授
- 冷泉為人 - 日本美術史家、大手前女子大学教授。
- 井上隆一郎 - 桜美林大学教授
- 佐藤裕子 - 日本近現代文学、フェリス女学院大学文学部教授
- 大谷晃一 - 帝塚山学院大学前学長、同大名誉教授
- 石野博信 - 考古学者、徳島文理大学文学部教授
- 今西幹一 - 国文学者、二松学舎大学大学院文学研究科国文学専攻教授
- 田辺眞人 - 歴史学、園田学園女子大学教授
- 大島明秀 - 歴史学、熊本県立大学文学部教授
- 渡邊大門 - 歴史学、株式会社歴史と文化の研究所代表取締役、大阪観光大学観光学研究所客員研究員
- 村上知彦 - 神戸松蔭女子大学文学部教授
- 石立善 - 哲学、上海師範大学教授
- 長嶌寛幸 - 東京藝術大学大学院映像研究科教授
- 岡部芳彦 - 歴史学、日本ウクライナ交流史、神戸学院大学教授

#### 法学、政治学
- 小山昇 - 国際私法、摂南大学法学部教授
- 安井宏 - 民法、関西学院大学教授
- 西鋭夫 - 国際政治学、スタンフォード大学フーヴァー研究所教授
- 河田潤一 - 政治学、大阪大学名誉教授、元日本比較政治学会会長
- 中邨章 - 政治学、明治大学名誉教授
- 見市建 - 政治学、早稲田大学教授、井植記念アジア太平洋研究奨励賞
- 四本健二 - 比較法学、神戸大学教授、カンボジア王国友好勲章

#### 経済学、経営学
- 伊藤忠通 - 地方財政、奈良県立大学学長・副理事長
- 井上哲浩 - 経営学、慶應義塾大学教授、慶應義塾特選塾員、元シナジーマーケティング取締役
- 井上直樹 - 経営学、福知山公立大学教授
- 岡田依里 - 知財経営学、横浜国立大学教授
- 岡部芳彦 - 経済史、神戸学院大学教授。ウクライナ研究者、ウクライナ研究会会長
- 興津裕康 - 会計学、近畿大学名誉教授、元日本簿記学会会長、元日本会計史学会会長
- 加藤正治 - 阪南大学教授
- 門田安弘 - 経営学、筑波大学名誉教授、日経・経済図書文化賞
- 北坂真一 - 経済学、同志社大学教授、日経・経済図書文化賞
- 小菅正伸 - 会計学、関西学院大学副学長、元日本原価計算研究学会会長、竹中工務店監査役
- 齋藤真哉 - 会計学、横浜国立大学教授、神奈川県公益認定等審議会会長、元内閣府公益認定等委員会参与
- 髙橋広行 - 経営学、同志社大学教授、日本商業学会賞
- 竹内規彦 - 経営学、早稲田大学教授、経営行動科学学会会長
- 谷崎久志 - 経済学、大阪大学教授、元消費者庁客員主任研究官、村尾育英会学術奨励賞
- 戸田博之 - 会計学、神戸学院大学名誉教授、元日本簿記学会会長
- 富田俊基 - 財政学、中央大学教授
- 中井英雄 - 経済学、大阪経済法科大学学長
- 服部泰宏 - 経営学、神戸大学准教授
- 林宏昭 - 財政学、関西大学副学長
- 土方久 - 西南学院大学教授
- 福山重一 - 経済学・教育学、芦屋大学創設者（元芦屋大学学長）、元大阪府教育委員会委員長
- 三野和雄 - 経済学、京都大学名誉教授、第47代日本経済学会会長
- 守屋貴司 - 経営学、立命館大学教授
- 山口薫 - マクロ経済、同志社大学教授
- 山下貴子 - 経営学、同志社大学教授
- 山地秀俊 - 会計学、神戸大学教授、日本会計研究学会太田賞

#### 社会学、教育学、心理学
- 太田義弘 - ソーシャルワーク。関西福祉科学大学大学院社会福祉学研究科教授。大阪府立大学名誉教授
- 大野太郎 - 健康行動学、健康心理学、臨床心理学。関西福祉科学大学健康福祉学部教授
- 柏岡富英 - 社会学、京都女子大教授、京都文教大学教授
- 金子絵里乃 - 日本大学文理学部教授
- 金菱清 - 社会学、関西学院大学教授。
- 川勝泰介 - 児童文化学、教育学。京都女子大学発達教育学部教授
- 影山貴彦 - メディア研究、同志社女子大学学芸学部教授
- 久野能弘 - 行動療法家、金沢大学名誉教授
- 権藤恭之 - 心理学、大阪大学大学院人間科学研究科教授
- 一圓光彌 - 社会福祉学、関西大学名誉教授

#### 数学、物理学、応用物理学
- 中井直正 - 電波天文学、筑波大学大学院数理物質科学研究科教授。元国立天文台教授
- 三村高志 - 半導体工学、富士通研究所フェロー。HEMTの発明者。

#### その他
- 筒井大助 - 日本体育大学教授、元野球選手。1988年ソウルオリンピック日本代表チームでの主将。
- 斉藤ひでみ - 岐阜県公立高校教諭。教員の過重労働問題に取り組む。

### 宗教
- 由木康 - 牧師、賛美歌作家。賛美歌「きよしこの夜」の訳者として知られる。

### 文学
- 三枝和子 - 文芸評論家、小説家/紫式部文学賞（2000）、泉鏡花文学賞（1983）、 田村俊子賞（1969）
- 岩阪恵子 - 小説家/川端康成文学賞（2000）、芸術選奨文部大臣賞（1994）、紫式部文学賞（1994）
- 団鬼六 - 小説家/団鬼六賞創設
- かんべむさし - 小説家、エッセイスト/星雲賞（1977）、日本SF大賞（1986）
- 原田マハ - 小説家/山本周五郎賞（2012）
- 青木和 - 小説家
- 田中哲弥 - 小説家
- 稲垣足穂 - 小説家、詩人
- 平中悠一 - 小説家/文藝賞(1984)
- 最相葉月 - 著作家、ノンフィクション作家/小学館ノンフィクション大賞（1997）、講談社ノンフィクション賞、日本SF大賞、大佛次郎賞(2007)
- 塩田武士 - 小説家
- 末浦広海 - 小説家
- 越後屋 -  小説家
- 山野浩一 - 小説家
- 松永K三蔵 - 小説家
- 角岡伸彦 - 作家、元神戸新聞記者/講談社ノンフィクション賞（2011）
- 丸尾長顕 - 作家、演出家
- 佐川一政- 作家
- 内藤善弘 - 作家
- 谷川流 - ライトノベル作家/スニーカー大賞（2003）
- 尾崎将也 - 脚本家
- 津川絵理子 - 俳人/俳人協会賞、角川俳句賞（2007）
- 摂津幸彦 - 俳人
- 伊丹啓子 - 俳人
- 柿原優子 - 脚本家
- 林宏司 - 脚本家
- 佐藤弓生 - 歌人、翻訳家/角川短歌賞（2001）
- 本多稜 - 歌人/歌壇賞（1998）、現代歌人協会賞（2004）、寺山修司短歌賞（2008）
- 青木はるみ - 詩人/H氏賞（1982）
- 竹中郁 - 詩人
- 山田兼士- 詩人
- 中井多賀宏 - 詩人
- 安川奈緒- 詩人
- 井戸川射子 - 詩人、小説家、国語科教諭。中原中也賞(2019)、野間文芸新人賞(2021)、芥川龍之介賞(2022)
- 庄野英二 - 児童文学者・元帝塚山学院大学学長
- 石井辰哉 - 英語教育者、作家

### 芸術
- 寺岡政美 - 画家、日系アメリカ人
- 吉原治良 - 画家/インド・トリエンナールゴールドメダル（1971）、具体美術協会創立、二科会会員（1941 - 1970）
- 村上三郎 - 前衛芸術家、具体美術協会会員
- 嶋本昭三 - 画家、前衛芸術家、/世界四大アーティストの1人、具体美術協会創立メンバー、宝塚造形芸術大学教授、京都教育大学名誉教授
- 吉原通雄 - 画家、具体美術協会創立メンバー
- 交楽龍弾 - 画家、書家、歌手
- 石阪春生 - 洋画家、新制作協会会員（1967 - 2019）
- DJサンドウ - ゲームサウンドデザイナー
- 田村信二 - ゲームサウンドデザイナー
- 寺田貴信 - ゲームクリエーター
- マサアカシ - ファッションデザイナー
- 羽毛田丈史 - 作曲家、編曲家、音楽プロデューサー、ピアニスト
- 大澤壽人 - 作曲家
- キダ・タロー - 作曲家
- 佐原詩音 - 作曲家
- 長谷川憲人 - 作曲家
- 太田務 - 合唱指揮者
- 北村協一 - 合唱指揮者
- 洲脇光一 - 合唱指揮者
- 林雄一郎 - 合唱指揮者、作曲家
- 広瀬康夫 - 合唱指揮者
- 松浦周吉 - 合唱指揮者
- 儀間太久実 - 口笛奏者
- タイガー大越 - ジャズトランペット奏者
- 岡本一郎 - リュート奏者/ダンスリールネサンス合奏団主宰
- 永田琴 - 映画監督、脚本家
- 市井昌秀 - 映画監督
- 田中徳三 - 映画監督
- 瑠東東一郎 - 映画監督、ドラマ監督
- 三谷一夫 - 映画プロデューサー、映画24区代表
- 一瀬隆重 - 映画プロデューサー 『THE JUON』（2004）、『リング』（1998)
- 程一彦 - 料理研究家 中華料理

### 芸能
- TAKA (ヒップホップ・ミュージシャン) - ラッパー、心理学者、公認心理師、臨床心理士、キャリアコンサルタント
- 高島忠夫 - 俳優、タレント
- 豊川悦司 - 俳優
- 大成修司 - 俳優
- 小堀正博 - 俳優
- 田中惇之-俳優
- 滝沢双 - 俳優
- 藤岡琢也 - 俳優
- 松尾諭 - 俳優
- 三木敏彦 - 俳優（中退）
- 絵澤萌子 - 女優
- 米倉紀之子 - 女優
- あいはら知子 - 女優、株式評論家
- 沖山秀子 - 女優、歌謡歌手
- 三田和代 - 女優
- 中間淳太 - WEST.、アイドル
- 桂二豆 - 落語家
- 桂米團治 - 落語家、タレント
- 月亭八方 - 落語家、上方お笑い大賞大賞、日本放送演芸大賞奨励賞
- 春風亭昇々 - 落語家
- 西條遊児 - 漫才師、タレント
- 哲夫（笑い飯）- 漫才師、 M-1グランプリ2010王者
- 橋本直（銀シャリ） - 漫才師、M1グランプリ2016王者
- ひぐち君（髭男爵）- お笑い芸人
- ゆうじろー（ジョックロック） - お笑い芸人、M1グランプリ2024ファイナリスト
- 小松未歩 - シンガーソングライター
- 吉田直樹 - シンガーソングライター
- 榊いずみ - シンガーソングライター
- 大江千里  - シンガーソングライター
- 津田麻莉奈 - 元SDN48、競馬タレント
- 平山美春 - Cancam専属モデル
- 渡辺武彦 - 声優
- 澁谷梨絵 - 農家、5つ星お米マイスター、シブヤ代表取締役
- 本間昭光 - 音楽プロデューサー
- tofubeats - 音楽プロデューサー、DJ
- 深町絵里 - ラジオパーソナリティー、DJ
- キュウソネコカミ - 音楽バンド
- So - Fear, and loathing in Las Vegas - 音楽バンド
- 山中拓也 - THE ORAL CIGARETTES - 音楽バンド
- orange pekoe-音楽バンド
- 今井陽菜 - タレント
- 三倉佳奈 - タレント、女優
- 三倉茉奈 - タレント、女優
- 柚木尚子 - 声優
- 和田重 - 俳優

### 舞台
- 横澤英雄 - 宝塚歌劇団理事・演出家
- 柴田侑宏 - 宝塚歌劇団劇作家・演出家
- 高木史朗 - 宝塚歌劇団劇作家・演出家
- 丸尾丸一郎 - 劇作家、劇団鹿殺し代表
- 菜月チョビ - 演出家、劇団鹿殺し座長
- 小佐田貞雄 - 演芸作家
- 三平果歩 - ミュージカル俳優（中退）

### マスコミ
- 岩田潤 - 朝日放送ラジオ社長
- 越宗孝昌 - 山陽新聞社元社長
- 村上知彦 - ジャーナリスト、漫画評論家
- 半井小絵 - 気象予報士
- 今宮雅子 - モータースポーツライター
- 金原由佳 - 映画ジャーナリスト
- 野中章弘 - ジャーナリスト、アジアプレス・インターナショナル代表
- 小倉孝保 - ジャーナリスト、毎日新聞外信部長
- 小西美穂 - キャスター、日本テレビ記者、元読売テレビ記者
- 横田増生 - ジャーナリスト
- 格清政典 - 産経新聞社記者
- 井上亮 - 日本経済新聞社記者、新聞協会賞
- 格清政典 - 産経新聞社記者
- 新堂裕彦 - 毎日放送テレビ制作センター2部長
- 野中章弘 - ジャーナリスト、早稲田大学教授、放送人グランプリ特別賞
- 辻史彦 - 朝日放送テレビプロデューサー
- 熊谷富夫 - NHKプロデューサー
- 山崎淑行 - NHK報道記者、元NHK名古屋放送局デスク
- 松本清 - 元関西テレビ放送プロデューサー
- 高岡達之 - 讀賣テレビ放送報道局副部長
- 清水秀一 - 気象予報士
- 橋田光雄 - 神戸新聞社元社長

### アナウンサー
- 安西陽太 - 元テレビ朝日アナウンサー、現：社会部記者
- 安藤豊 - RKBラジオパーソナリティ、元RKB毎日放送アナウンサー
- 有馬隼人 - フリーアナウンサー、元TBSアナウンサー、元アメリカンフットボール選手
- 井津葉子 - 高知放送アナウンサー
- 伊藤大海 - 日本テレビアナウンサー
- 乾浩明 - フリーアナウンサー、元朝日放送アナウンサー
- 内田智之 - 福島放送アナウンサー[要出典]
- 梅山茜 - フリーアナウンサー、元NHK高知放送局契約キャスター、元四国放送アナウンサー
- 占部沙矢香 - 元中部日本放送アナウンサー、現：CBCテレビ広報部
- 榎本敏之 - 元長崎国際テレビアナウンサー、現：報道部記者
- 遠藤貴巳 - 四国放送アナウンサー
- 大谷舞風 - NHKアナウンサー
- 大橋聡子 - 福島中央テレビアナウンサー
- 大八木友之 - 元毎日放送アナウンサー、現・報道局ニュースセンター
- 緒方ゆい - 四国放送アナウンサー
- 小縣裕介 - 朝日放送アナウンサー
- 奥村奈穂美 - IBC岩手放送アナウンサー
- 加藤寛 - 北海道文化放送アナウンサー
- 加藤泰子 - 元テレビ高知・中京テレビアナウンサー
- 亀関開 - フリーアナウンサー、元東海ラジオ・テレビ愛知アナウンサー
- 川村龍一 - ラジオパーソナリティ
- 河本光正 - 毎日放送アナウンサー
- 北山靖 - 東海ラジオアナウンサー
- 鬼頭由芽 - ディスクジョッキー
- 木村和美 - 広島テレビ放送アナウンサー
- 行部宗一 - フリーアナウンサー、元四国放送アナウンサー
- 桐山隆 - フリーアナウンサー、元南日本放送アナウンサー
- 楠淳生 - フリーアナウンサー、元朝日放送アナウンサー
- 黒田みゆ - 日本テレビアナウンサー
- 小高直子 - CBCテレビアナウンサー
- 小山乃里子 - ラジオパーソナリティ・フリーアナウンサー、元神戸市会議員
- 小山正人 - 元NHKアナウンサー
- 坂上俊次 - 中国放送アナウンサー
- 坂上みき - ラジオパーソナリティ、ナレーター、元テレビ新潟アナウンサー
- 笹倉千裕 - フリーアナウンサー、元NHK契約キャスター（京都・長崎）
- 佐藤誠 - 元NHKアナウンサー
- 塩田利幸 - フリーアナウンサー、元関西テレビアナウンサー
- 杉本清 - フリーアナウンサー、元関西テレビアナウンサー
- 鈴木敏夫 - 文化放送解説委員・元アナウンサー
- 角淳一 - フリーアナウンサー、元毎日放送アナウンサー
- 高木晴菜 - テレビ西日本アナウンサー
- 高田寛之 - CBCテレビアナウンサー
- 竹島知江 - ラジオパーソナリティ、元山口放送アナウンサー
- 多田しげお - 元中部日本放送アナウンサー
- 立田恭三 - 読売テレビアナウンサー
- 巽孝之 - 元九州朝日放送アナウンサー、現：報道記者
- 伊達典子 - 西日本放送アナウンサー・報道記者
- 田中大貴 - フリーアナウンサー、元山陽放送アナウンサー
- 玉井新平 - 高知さんさんテレビアナウンサー、元岩手めんこいテレビアナウンサー
- 田丸一男 - フリーアナウンサー、元NHK・毎日放送アナウンサー
- 丁野奈都子 - フリーアナウンサー、元宮崎放送アナウンサー
- 塚本一平 - フリーアナウンサー、ゴルフ指導者、元福井放送アナウンサー
- 寺内壮 - 元ニッポン放送アナウンサー、現：日本テレビ社員
- 戸石伸泰 - 元朝日放送アナウンサー
- 冨田和音 - 元CBCテレビアナウンサー、元愛知県稲沢市議会議員
- 中尾考作 - フリーアナウンサー、元岩手朝日テレビアナウンサー
- 中西悠理 - フリーアナウンサー、元岡山放送アナウンサー
- 永島優美 - フジテレビアナウンサー
- 長野正実 - 広島テレビ放送アナウンサー
- 西澤暲 - フリーアナウンサー、元ラジオ大阪・中部日本放送アナウンサー
- 西村勇気 - テレビ熊本アナウンサー、元NHKアナウンサー
- 野村啓司 - フリーアナウンサー、元毎日放送アナウンサー
- 羽谷直子 - 元朝日放送アナウンサー、現：番組宣伝部
- 八馬淳也 - 元フジテレビアナウンサー
- 林英夫 - 元サンテレビジョンアナウンサー、報道部長、元神戸市会議員
- 林部香織 - 元北海道放送アナウンサー、関西テレビキャスター
- 檜川彰人 - ラジオNIKKEIアナウンサー、元福岡放送アナウンサー
- ヒロ寺平 - FM802ディスクジョッキー
- 藤本紅美 - 岡山放送アナウンサー
- 藤本憲司 - 元NHKアナウンサー
- 古田敬郷 - TBSテレビアナウンサー
- 前田拓哉 - テレビ大阪アナウンサー、元山形テレビアナウンサー
- 増田一樹 - 元毎日放送アナウンサー、現：コンプライアンス室所属
- 松井美智子 - 東海テレビ放送アナウンサー
- 松永直子 - 元フリーアナウンサー、元静岡放送アナウンサー
- 丸岡いずみ - フリーアナウンサー、元北海道文化放送アナウンサー・元日本テレビ報道局記者、キャスター
- 三澤肇 - 毎日放送解説委員・報道記者・元アナウンサー
- 御手洗菜々-TBSテレビアナウンサー
- 美藤啓文 - 元毎日放送アナウンサー
- 深山計 - フリーアナウンサー、元中国放送・ニッポン放送アナウンサー
- 向田好美 - 元山口放送アナウンサー
- 村上昂輝 - サンテレビジョンアナウンサー、元西日本放送アナウンサー
- 村西利恵 - 関西テレビアナウンサー
- 森田祐理子 - 元山口放送アナウンサー
- 森本栄浩 - 毎日放送アナウンサー
- 柳下圭佑 - テレビ朝日アナウンサー
- 和沙哲郎 - フリーアナウンサー、元朝日放送アナウンサー

### スポーツ

#### 野球
- 石本秀一 - 元阪神タイガース監督/野球殿堂入り（中退）
- 岩崎利夫 - 元プロ野球選手、大阪タイガース（中退）
- 桜井正三- 元プロ野球選手、名古屋軍
- 金光秀憲 - プロ野球選手、通算325安打27ホーマー154打点打率.250、大洋ホエールズ（1959-1969）
- 吉田定敬 - プロ野球選手、東映フライヤーズ（1962-1968）
- 谷村智啓 - プロ野球選手、阪急ブレーブス（1980-1985）、阪神タイガース（1970-1979）、通算72勝82敗5セーブ
- 田口壮 - プロ野球選手、オリックス（1992-2001） 、カージナルス（2002-2007）、フィリーズ （2008）、 カブス（2009） 、オリックス（2010-2011） 、日本代表（2000夏季五輪）
- 山本歩 - プロ野球選手、埼玉西武ライオンズ投手、準硬式野球部
- 清水誉 - プロ野球選手、阪神タイガース（2007 - 2016） 捕手
- 宮西尚生 - プロ野球選手、北海道日本ハムファイターズ（2008 - ） 投手
- 荻野貴司 - プロ野球選手、千葉ロッテマリーンズ（2010 - ） 外野手
- 岸敬祐 - プロ野球選手、読売ジャイアンツ（2011 - 2013）、千葉ロッテマリーンズ（2014） 投手
- 田村丈 - プロ野球選手、横浜DeNAベイスターズ（2016 - 2019） 投手
- 坂本工宜 - プロ野球選手、読売ジャイアンツ（2017 - 2019）、神戸三田ブレイバーズ（2021-2023）投手 準硬式野球部
- 近本光司 - プロ野球選手、阪神タイガース（2019 - ）外野手
- 黒原拓未 - プロ野球選手、広島東洋カープ（2022 - ）投手
- 川崎孝 - アマチュア野球選手、日本野球連盟常任理事など

#### サッカー
- 清水金二郎 - 元日本代表
- 高田正夫 - 元日本代表
- 渡邊彌之助 - 元日本代表
- 斎藤才三 - 元日本代表
- 後藤靱雄 - 元日本代表
- 堺井秀雄 - 元日本代表
- 西邑昌一 - ベルリン五輪日本代表
- 鴇田正憲 - メルボルン五輪日本代表、日本サッカー殿堂掲額者
- 杉本茂雄 - 1954 FIFAワールドカップ・予選日本代表
- 井上健 - 1954 FIFAワールドカップ・予選日本代表
- 樽谷恵三 - 元東洋工業
- 長沼健 - メルボルン五輪日本代表、第8代日本サッカー協会会長、日本サッカー殿堂掲額者
- 水野隆 - 元日本代表
- 木村現 - 1954 FIFAワールドカップ・予選日本代表
- 平木隆三 - 東京五輪日本代表、日本サッカー殿堂掲額者
- 生駒友彦 - 元日本代表
- 佐藤弘明 - メルボルン五輪日本代表
- 北口晃 - メルボルン五輪日本代表
- 志治達雄 - 元日本代表
- 加茂周 - 元日本代表監督
- 継谷昌三 - 東京五輪日本代表
- 加藤光雄 - 元日本代表
- 青野大介 - 元サッカー選手
- 岸田裕樹 - 元サッカー選手
- 橋本卓 - サッカー選手（アイン食品サッカー部）
- 小松塁 - 元サッカー選手
- 阿部浩之 - 元サッカー選手
- 梶川諒太 - サッカー選手（藤枝MYFC）
- 松本圭介 - サッカー選手（沖縄SV）
- 井林章 - サッカー選手（カマタマーレ讃岐）
- 沓掛勇太 - 元サッカー選手
- 一森純 - サッカー選手（ガンバ大阪）
- 福森直也 - サッカー選手（FC今治）
- 井筒陸也 - 元サッカー選手
- 小林成豪 - サッカー選手（レノファ山口）
- 呉屋大翔 - サッカー選手（ジェフユナイテッド千葉）
- 泉宗太郎 - サッカー選手（鈴鹿アンリミテッドFC）
- 森俊介 - 元サッカー選手
- 徳永裕大  - サッカー選手（テゲバジャーロ宮崎）
- 平田一三  - サッカー選手、関西学院大学体育会サッカー部創設者
- 米原祐  - サッカー選手（Criacao Shinjuku）
- 出岡大輝 - サッカー選手（藤枝MYFC）
- 魚里直哉  - サッカー選手（テゲバジャーロ宮崎）
- 大塚翔 - サッカー選手（FC琉球）
- 中野克哉 - サッカー選手（RB大宮アルディージャ）
- 髙尾瑠 - サッカー選手（北海道コンサドーレ札幌）
- 赤星雄祐 - サッカー選手（カマタマーレ讃岐）
- 山本悠樹 - サッカー選手（川崎フロンターレ）
- 岩本和希 - サッカー選手（カマタマーレ讃岐）

#### アメリカンフットボール
- 有馬隼人 - フットボール選手/アサヒビールクラブ・シルバースター（Xリーグ、2004-）、元TBSアナウンサー
- 石田力哉 - プロフットボール選手/アムステルダム・アドミラルズ（NFLE、2003-）、ハワイ・アイランダーズ（AF2、2002）
- 濱田篤則 - 元アメリカンフットボール選手。現審判・解説者。

#### その他
- 山本みどり - テニス選手
- 松本敏夫 - 剣道家
- 芥川文雄 - テニス選手
- 大西久光 - ゴルフ評論家、ゴルフ場設計者、一般社団法人日本ゴルフツアー機構副会長
- 木下勲 - プロバスケットボール選手/ABカステリョー
- 中野司 - プロバスケットボール選手/レバンガ北海道
- 小西聖也 - プロバスケットボール選手/京都ハンナリーズ
- 多田修平 - 陸上選手
- 佐藤ひかる - バスケットボール選手
- 井上桃子 - バスケットボール選手
- 竹原三貴 - プロボウリング選手
- 長野直樹 - ラグビー選手
- 中島健郎 - 登山家、山岳ガイド、山岳カメラマン
- 宇良和輝 - 大相撲力士
- 小野寺天汰 - 空手選手
- 津谷鹿乃子 - 飛込競技選手
- 玉井希絵 - 女子ラグビー 15人制日本代表
- 田村直也 - ショートトラックスピードスケート選手（中退）
- 鵜川菜央 - プロボクサー
- 平木久惠 - 雑誌編集者